# Ribulosa 1,5-bisfosfat

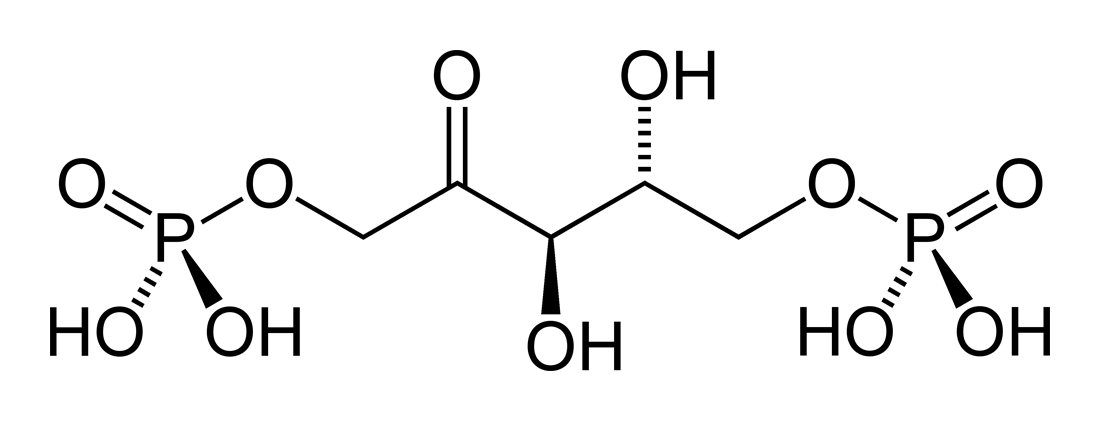
Estructura de la Ribulosa 1,5-bisfosfat

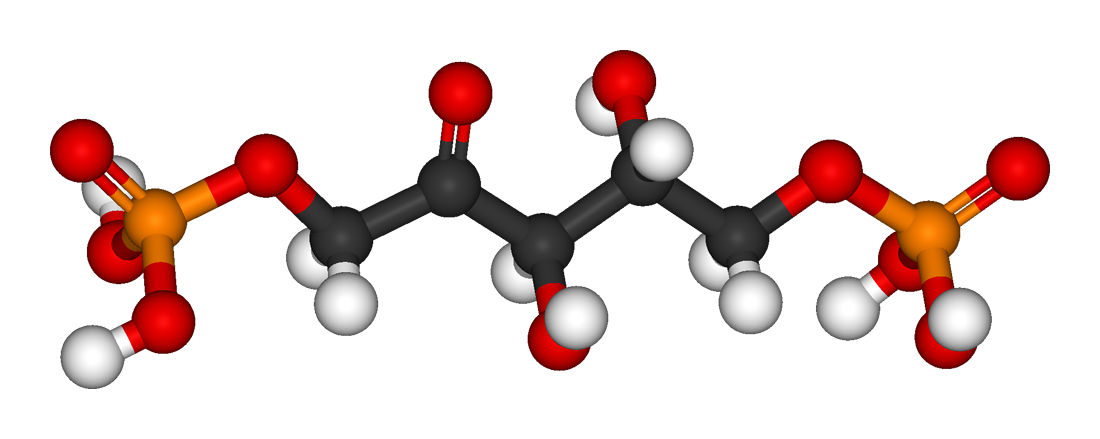
Estructura tridimensional

La ribulosa-1,5-bisfosfat (o abreujat de l'angles Ribulose-1,5-bisphosphate RuBP), nom IUPAC (2,3-Dihidroxi-4-oxo-5-fosfonooxipentil) dihidrogen fosfat. Amb fórmula C₅H₁₂O11P₂. És un important substrat implicat en la fixació de carboni durant el cicle de Calvin de la fase fosca de la fotosíntesi. L'enzim RuBisCo catalitza la incorporació de diòxid de carboni a la RuBP, sintetitzant així un intermediari de 6 àtoms de carboni molt inestable, anomenat 3-ceto-2-carboxiarabinitol-1,5-bisfosfat, que s'hidrolitza pràcticament a l'instant en dues molècules de glicerat-3-fosfat (també 3-fosfoglicerat, 3PG). Cada molècula de 3PG serà reduïda per donar lloc a una molècula de gliceraldehid-3-fosfat (G3P), que servirà per a la síntesi de glucosa o bé per al reciclatge de la RuBP.
La RuBP es recicla, és a dir, tant és degradada com sintetitzada durant el cicle de Calvin. És el producte de la fosforilació de la ribulosa-5-fosfat mitjançant ATP.

## Balanç de la fixació de carboni
RuBP (5C) + CO₂ (1C) = Intermediari inestable (6C) →

→ 2 molècules de 3PG (3C) → 2 molècules de G3P.
Les molècules de G3P tenen dos destins possibles:
- Reciclatge de RuBP: 5 G3P = 3 RuBP.
- Síntesi de glucosa: 2 G3P = 1 C₆H₁₂O₆ (glucosa).